# 弗拉弗拉人
弗拉弗拉人是住在加纳东北部上東部大區和布基纳法索南部的一個族群。 大部分弗拉弗拉人主要从事农业。 弗拉弗拉这个名字来自于弗拉弗拉人的一種问候儀式。他們問候他人時會喊三到四次弗拉弗拉（furrafurra），同时還會拍手。 